# Tinktur (heraldik)

Lista över heraldikens vanliga tinkturer samt de skrafferingar som brukar användas för att representera dem i svartvita framställningar.

Tinktur är beteckningen på de färger och mönster som fälten och bilderna i ett heraldiskt vapen avbildas i. Tinkturerna delas in i färger (vanligen svart, blått, rött, mer sällan även grönt och purpur) och metaller (guld och silver), pälsverk (olika mönster) samt naturlig färg.
Vapnets tinkturer framgår av blasoneringen. I blasoneringen fastställs inte tinkturernas nyanser, det är den enskilde konstnären som bestämmer vilka nyanser som ska användas. Tumregeln är att tinkturerna ska framstå så tydligt som möjligt med hänsyn till material och sammanhang. I Sverige har statsheraldikern tagit fram färgkoder för de offentliga vapnen för att användas på vägskyltar och liknande sammanhang.
Olika ljusstyrka i färgen används ibland för att antyda volymen hos en allmän bild  eller för att framställa så kallad damaskering. När heraldiska vapen avbildas i svartvitt används ofta skraffering, ett standardiserat linjemönster, för att beteckna tinkturerna.

## Tinkturer
Heraldikens tinkturer kan delas in i fyra huvudkategorier:

### Metaller
Metallerna är guld (gult) och silver (vitt). Järn nämns i äldre heraldisk litteratur, och koppar har införts av den kanadensiska heraldiska myndigheten.

### Färger
De vanligaste heraldiska färgerna är rött, blått, svart, grönt och purpur. Grönt har historiskt sett förekommit i mindre utsträckning, och purpur är ovanlig. Brunt förekom tidigare och blandades ofta ihop med purpur. Den räknas idag som naturfärg. I Kanada förekommer även rosa. Både på engelska och franska har de heraldiska färgerna särskilda namn. På engelska benämns metallerna med sina franska namn.
Under medeltiden ansågs tinkturerna ha följande symbolik:
| Färg | Svenska      | Franska | Engelska | Symbolik                 |
| ---- | ------------ | ------- | -------- | ------------------------ |
|      | Guld (gul)   | Or      | Or       | Makt, höghet             |
|      | Silver (vit) | Argent  | Argent   | Renhet, oskuld, visdom   |
|      | Rött         | Gueules | Gules    | Offervilighet, krigskhet |
|      | Blått        | Azur    | Azure    | Trofasthet, pålitlighet  |
|      | Svart        | Sable   | Sable    | Sorg                     |
|      | Grönt        | Sinople | Vert     | Frihet, hopp             |
|      | Purpur       | Pourpre | Purpure  | Självständighet          |

### Naturfärg

Naturfärg i Askersunds kommunvapen.

Naturlig färg innebär att en bild avbildas i samma färg som den förekommer med i naturen. En människa i hudfärg, en björn i brunt etc. Naturfärgen var vanligt förekommande från sen medeltid till början av 1900-talet. Sedan dess används naturfärg sparsamt i sköldar men ofta i hjälmprydnader och sköldhållare.

### Pälsverk
Pälsverken, eller foderverken, är mönster av metaller och färger som efterliknar verkliga pälsverk. Pälsverken omfattas inte av tinkturregeln (se nedan). Hermelin representerar hermelinens vinterpäls med fastsydda svarta svansspetsar, och avbildas som ett vitt fält med stiliserade s.k. herminer. Gråverk representerar den nordiska ekorrens vinterpäls (vilket var populärt som foder under medeltiden), och avbildas som ett geometriskt mönster av blått och silver. De båda pälsverken finns i många olika färg- och mönsterkombinationer.

Hermelin (fr. hermine, eng. ermine)
Gråverk (fr. och eng. vair)

## Tinkturregeln

Röda horn mot svart bakgrund i Lekebergs kommunvapen.

En av heraldikens huvudregler lyder att man inte får placera en färg på en färg, eller en metall på en metall. Detta kallas tinkturregeln. Pälsverk och naturlig färg omfattas inte av denna regel. Tinkturregeln är en följd av den grundregel i heraldik som säger att det ska gå att identifiera vapnet på avstånd eller i stark förminskning, och de ljusa och skinande metallerna kontrasterar bättre mot de mörka och matta färgerna.
Tinkturregeln kan inte alltid tillämpas strikt, med tanke på de olika typer av bilder som man kan tänkas vilja ha i ett vapen, men bör alltid följas när det kommer till tinkturen på sköldens huvudfigur i förhållande till tinkturen på fältet som figuren ligger på. Regeln gäller när en bild läggs på ett fält eller en annan bild, inte när två befintliga vapen kombineras som två fält i samma sköld. Undantag måste också göras vid möte av tre tinkturer, till exempel när ett djur har beväring i särskild tinktur (se bild).